# Tharpyna speciosa
Tharpyna speciosa är en spindelart som beskrevs av William Joseph Rainbow 1920. Tharpyna speciosa ingår i släktet Tharpyna och familjen krabbspindlar. Inga underarter finns listade i Catalogue of Life.